# Аустрія (Зальцбург)
Це стаття про клуб, створений у 2005 році. Для перегляду статті про клуб, що мав таку назву у 1944—1978 роках див. статтю Ред Булл (футбольний клуб, Зальцбург)
«Аустрія Зальцбург» (нім. SV Austria Salzburg) — австрійський футбольний клуб з міста Зальцбург, заснований 2005 року.

## Історія
У 2005 році фани клубу «СВ Казино» (історична назва — «Аустрія»), не погодившись на продаж клубу та його назви компанії «Ред Булл», створили власний футбольний клуб — «Аустрія» Зальцбург. Він зберіг традиційні фіолетові барви, виступав у Західній Реґіональлізі (третя за рангом ліга країни), а за підсумками сезону 2014/15 вийшов до другого дивізіону.